# Венгерская тема
Венге́рская те́ма — тема в шахматной композиции кооперативного жанра. Суть темы — выжидательный ход в задаче на кооперативный мат.

## История
Идея предложена в середине XX века венгерскими проблемистами, в частности, большой вклад в разработку сделал идеи использования темпоходов в задачах на кооперативный мат венгерский композитор Дьёрдь Парош (настоящая фамилия Шлегль) (28.04.1910 — 17.12.1975).
В задачах на кооперативный мат с этой идеей решение как будто лёгкое, так как ясен план ходов белых, но усложняет поиск решения задачи нахождение выжидательного хода (темпохода) белых.
|   | a | b | c | d | e | f | g | h |   |
| - | --- | --- | --- | --- | --- | --- | --- | --- | - |
| 8 | b8 чёрная ладья · c8 чёрный король · f8 чёрный ферзь · e7 чёрная пешка · h7 чёрный конь · c6 чёрная пешка · h6 чёрный слон · a5 чёрная пешка · c5 белый конь · g5 чёрный конь · f4 белый конь · g4 белая пешка · f3 чёрная пешка · a2 чёрный слон · b2 чёрная ладья · h2 белая пешка · e1 белый король · h1 белая ладья | b8 чёрная ладья · c8 чёрный король · f8 чёрный ферзь · e7 чёрная пешка · h7 чёрный конь · c6 чёрная пешка · h6 чёрный слон · a5 чёрная пешка · c5 белый конь · g5 чёрный конь · f4 белый конь · g4 белая пешка · f3 чёрная пешка · a2 чёрный слон · b2 чёрная ладья · h2 белая пешка · e1 белый король · h1 белая ладья | b8 чёрная ладья · c8 чёрный король · f8 чёрный ферзь · e7 чёрная пешка · h7 чёрный конь · c6 чёрная пешка · h6 чёрный слон · a5 чёрная пешка · c5 белый конь · g5 чёрный конь · f4 белый конь · g4 белая пешка · f3 чёрная пешка · a2 чёрный слон · b2 чёрная ладья · h2 белая пешка · e1 белый король · h1 белая ладья | b8 чёрная ладья · c8 чёрный король · f8 чёрный ферзь · e7 чёрная пешка · h7 чёрный конь · c6 чёрная пешка · h6 чёрный слон · a5 чёрная пешка · c5 белый конь · g5 чёрный конь · f4 белый конь · g4 белая пешка · f3 чёрная пешка · a2 чёрный слон · b2 чёрная ладья · h2 белая пешка · e1 белый король · h1 белая ладья | b8 чёрная ладья · c8 чёрный король · f8 чёрный ферзь · e7 чёрная пешка · h7 чёрный конь · c6 чёрная пешка · h6 чёрный слон · a5 чёрная пешка · c5 белый конь · g5 чёрный конь · f4 белый конь · g4 белая пешка · f3 чёрная пешка · a2 чёрный слон · b2 чёрная ладья · h2 белая пешка · e1 белый король · h1 белая ладья | b8 чёрная ладья · c8 чёрный король · f8 чёрный ферзь · e7 чёрная пешка · h7 чёрный конь · c6 чёрная пешка · h6 чёрный слон · a5 чёрная пешка · c5 белый конь · g5 чёрный конь · f4 белый конь · g4 белая пешка · f3 чёрная пешка · a2 чёрный слон · b2 чёрная ладья · h2 белая пешка · e1 белый король · h1 белая ладья | b8 чёрная ладья · c8 чёрный король · f8 чёрный ферзь · e7 чёрная пешка · h7 чёрный конь · c6 чёрная пешка · h6 чёрный слон · a5 чёрная пешка · c5 белый конь · g5 чёрный конь · f4 белый конь · g4 белая пешка · f3 чёрная пешка · a2 чёрный слон · b2 чёрная ладья · h2 белая пешка · e1 белый король · h1 белая ладья | b8 чёрная ладья · c8 чёрный король · f8 чёрный ферзь · e7 чёрная пешка · h7 чёрный конь · c6 чёрная пешка · h6 чёрный слон · a5 чёрная пешка · c5 белый конь · g5 чёрный конь · f4 белый конь · g4 белая пешка · f3 чёрная пешка · a2 чёрный слон · b2 чёрная ладья · h2 белая пешка · e1 белый король · h1 белая ладья | 8 |
| 7 | b8 чёрная ладья · c8 чёрный король · f8 чёрный ферзь · e7 чёрная пешка · h7 чёрный конь · c6 чёрная пешка · h6 чёрный слон · a5 чёрная пешка · c5 белый конь · g5 чёрный конь · f4 белый конь · g4 белая пешка · f3 чёрная пешка · a2 чёрный слон · b2 чёрная ладья · h2 белая пешка · e1 белый король · h1 белая ладья | b8 чёрная ладья · c8 чёрный король · f8 чёрный ферзь · e7 чёрная пешка · h7 чёрный конь · c6 чёрная пешка · h6 чёрный слон · a5 чёрная пешка · c5 белый конь · g5 чёрный конь · f4 белый конь · g4 белая пешка · f3 чёрная пешка · a2 чёрный слон · b2 чёрная ладья · h2 белая пешка · e1 белый король · h1 белая ладья | b8 чёрная ладья · c8 чёрный король · f8 чёрный ферзь · e7 чёрная пешка · h7 чёрный конь · c6 чёрная пешка · h6 чёрный слон · a5 чёрная пешка · c5 белый конь · g5 чёрный конь · f4 белый конь · g4 белая пешка · f3 чёрная пешка · a2 чёрный слон · b2 чёрная ладья · h2 белая пешка · e1 белый король · h1 белая ладья | b8 чёрная ладья · c8 чёрный король · f8 чёрный ферзь · e7 чёрная пешка · h7 чёрный конь · c6 чёрная пешка · h6 чёрный слон · a5 чёрная пешка · c5 белый конь · g5 чёрный конь · f4 белый конь · g4 белая пешка · f3 чёрная пешка · a2 чёрный слон · b2 чёрная ладья · h2 белая пешка · e1 белый король · h1 белая ладья | b8 чёрная ладья · c8 чёрный король · f8 чёрный ферзь · e7 чёрная пешка · h7 чёрный конь · c6 чёрная пешка · h6 чёрный слон · a5 чёрная пешка · c5 белый конь · g5 чёрный конь · f4 белый конь · g4 белая пешка · f3 чёрная пешка · a2 чёрный слон · b2 чёрная ладья · h2 белая пешка · e1 белый король · h1 белая ладья | b8 чёрная ладья · c8 чёрный король · f8 чёрный ферзь · e7 чёрная пешка · h7 чёрный конь · c6 чёрная пешка · h6 чёрный слон · a5 чёрная пешка · c5 белый конь · g5 чёрный конь · f4 белый конь · g4 белая пешка · f3 чёрная пешка · a2 чёрный слон · b2 чёрная ладья · h2 белая пешка · e1 белый король · h1 белая ладья | b8 чёрная ладья · c8 чёрный король · f8 чёрный ферзь · e7 чёрная пешка · h7 чёрный конь · c6 чёрная пешка · h6 чёрный слон · a5 чёрная пешка · c5 белый конь · g5 чёрный конь · f4 белый конь · g4 белая пешка · f3 чёрная пешка · a2 чёрный слон · b2 чёрная ладья · h2 белая пешка · e1 белый король · h1 белая ладья | b8 чёрная ладья · c8 чёрный король · f8 чёрный ферзь · e7 чёрная пешка · h7 чёрный конь · c6 чёрная пешка · h6 чёрный слон · a5 чёрная пешка · c5 белый конь · g5 чёрный конь · f4 белый конь · g4 белая пешка · f3 чёрная пешка · a2 чёрный слон · b2 чёрная ладья · h2 белая пешка · e1 белый король · h1 белая ладья | 7 |
| 6 | b8 чёрная ладья · c8 чёрный король · f8 чёрный ферзь · e7 чёрная пешка · h7 чёрный конь · c6 чёрная пешка · h6 чёрный слон · a5 чёрная пешка · c5 белый конь · g5 чёрный конь · f4 белый конь · g4 белая пешка · f3 чёрная пешка · a2 чёрный слон · b2 чёрная ладья · h2 белая пешка · e1 белый король · h1 белая ладья | b8 чёрная ладья · c8 чёрный король · f8 чёрный ферзь · e7 чёрная пешка · h7 чёрный конь · c6 чёрная пешка · h6 чёрный слон · a5 чёрная пешка · c5 белый конь · g5 чёрный конь · f4 белый конь · g4 белая пешка · f3 чёрная пешка · a2 чёрный слон · b2 чёрная ладья · h2 белая пешка · e1 белый король · h1 белая ладья | b8 чёрная ладья · c8 чёрный король · f8 чёрный ферзь · e7 чёрная пешка · h7 чёрный конь · c6 чёрная пешка · h6 чёрный слон · a5 чёрная пешка · c5 белый конь · g5 чёрный конь · f4 белый конь · g4 белая пешка · f3 чёрная пешка · a2 чёрный слон · b2 чёрная ладья · h2 белая пешка · e1 белый король · h1 белая ладья | b8 чёрная ладья · c8 чёрный король · f8 чёрный ферзь · e7 чёрная пешка · h7 чёрный конь · c6 чёрная пешка · h6 чёрный слон · a5 чёрная пешка · c5 белый конь · g5 чёрный конь · f4 белый конь · g4 белая пешка · f3 чёрная пешка · a2 чёрный слон · b2 чёрная ладья · h2 белая пешка · e1 белый король · h1 белая ладья | b8 чёрная ладья · c8 чёрный король · f8 чёрный ферзь · e7 чёрная пешка · h7 чёрный конь · c6 чёрная пешка · h6 чёрный слон · a5 чёрная пешка · c5 белый конь · g5 чёрный конь · f4 белый конь · g4 белая пешка · f3 чёрная пешка · a2 чёрный слон · b2 чёрная ладья · h2 белая пешка · e1 белый король · h1 белая ладья | b8 чёрная ладья · c8 чёрный король · f8 чёрный ферзь · e7 чёрная пешка · h7 чёрный конь · c6 чёрная пешка · h6 чёрный слон · a5 чёрная пешка · c5 белый конь · g5 чёрный конь · f4 белый конь · g4 белая пешка · f3 чёрная пешка · a2 чёрный слон · b2 чёрная ладья · h2 белая пешка · e1 белый король · h1 белая ладья | b8 чёрная ладья · c8 чёрный король · f8 чёрный ферзь · e7 чёрная пешка · h7 чёрный конь · c6 чёрная пешка · h6 чёрный слон · a5 чёрная пешка · c5 белый конь · g5 чёрный конь · f4 белый конь · g4 белая пешка · f3 чёрная пешка · a2 чёрный слон · b2 чёрная ладья · h2 белая пешка · e1 белый король · h1 белая ладья | b8 чёрная ладья · c8 чёрный король · f8 чёрный ферзь · e7 чёрная пешка · h7 чёрный конь · c6 чёрная пешка · h6 чёрный слон · a5 чёрная пешка · c5 белый конь · g5 чёрный конь · f4 белый конь · g4 белая пешка · f3 чёрная пешка · a2 чёрный слон · b2 чёрная ладья · h2 белая пешка · e1 белый король · h1 белая ладья | 6 |
| 5 | b8 чёрная ладья · c8 чёрный король · f8 чёрный ферзь · e7 чёрная пешка · h7 чёрный конь · c6 чёрная пешка · h6 чёрный слон · a5 чёрная пешка · c5 белый конь · g5 чёрный конь · f4 белый конь · g4 белая пешка · f3 чёрная пешка · a2 чёрный слон · b2 чёрная ладья · h2 белая пешка · e1 белый король · h1 белая ладья | b8 чёрная ладья · c8 чёрный король · f8 чёрный ферзь · e7 чёрная пешка · h7 чёрный конь · c6 чёрная пешка · h6 чёрный слон · a5 чёрная пешка · c5 белый конь · g5 чёрный конь · f4 белый конь · g4 белая пешка · f3 чёрная пешка · a2 чёрный слон · b2 чёрная ладья · h2 белая пешка · e1 белый король · h1 белая ладья | b8 чёрная ладья · c8 чёрный король · f8 чёрный ферзь · e7 чёрная пешка · h7 чёрный конь · c6 чёрная пешка · h6 чёрный слон · a5 чёрная пешка · c5 белый конь · g5 чёрный конь · f4 белый конь · g4 белая пешка · f3 чёрная пешка · a2 чёрный слон · b2 чёрная ладья · h2 белая пешка · e1 белый король · h1 белая ладья | b8 чёрная ладья · c8 чёрный король · f8 чёрный ферзь · e7 чёрная пешка · h7 чёрный конь · c6 чёрная пешка · h6 чёрный слон · a5 чёрная пешка · c5 белый конь · g5 чёрный конь · f4 белый конь · g4 белая пешка · f3 чёрная пешка · a2 чёрный слон · b2 чёрная ладья · h2 белая пешка · e1 белый король · h1 белая ладья | b8 чёрная ладья · c8 чёрный король · f8 чёрный ферзь · e7 чёрная пешка · h7 чёрный конь · c6 чёрная пешка · h6 чёрный слон · a5 чёрная пешка · c5 белый конь · g5 чёрный конь · f4 белый конь · g4 белая пешка · f3 чёрная пешка · a2 чёрный слон · b2 чёрная ладья · h2 белая пешка · e1 белый король · h1 белая ладья | b8 чёрная ладья · c8 чёрный король · f8 чёрный ферзь · e7 чёрная пешка · h7 чёрный конь · c6 чёрная пешка · h6 чёрный слон · a5 чёрная пешка · c5 белый конь · g5 чёрный конь · f4 белый конь · g4 белая пешка · f3 чёрная пешка · a2 чёрный слон · b2 чёрная ладья · h2 белая пешка · e1 белый король · h1 белая ладья | b8 чёрная ладья · c8 чёрный король · f8 чёрный ферзь · e7 чёрная пешка · h7 чёрный конь · c6 чёрная пешка · h6 чёрный слон · a5 чёрная пешка · c5 белый конь · g5 чёрный конь · f4 белый конь · g4 белая пешка · f3 чёрная пешка · a2 чёрный слон · b2 чёрная ладья · h2 белая пешка · e1 белый король · h1 белая ладья | b8 чёрная ладья · c8 чёрный король · f8 чёрный ферзь · e7 чёрная пешка · h7 чёрный конь · c6 чёрная пешка · h6 чёрный слон · a5 чёрная пешка · c5 белый конь · g5 чёрный конь · f4 белый конь · g4 белая пешка · f3 чёрная пешка · a2 чёрный слон · b2 чёрная ладья · h2 белая пешка · e1 белый король · h1 белая ладья | 5 |
| 4 | b8 чёрная ладья · c8 чёрный король · f8 чёрный ферзь · e7 чёрная пешка · h7 чёрный конь · c6 чёрная пешка · h6 чёрный слон · a5 чёрная пешка · c5 белый конь · g5 чёрный конь · f4 белый конь · g4 белая пешка · f3 чёрная пешка · a2 чёрный слон · b2 чёрная ладья · h2 белая пешка · e1 белый король · h1 белая ладья | b8 чёрная ладья · c8 чёрный король · f8 чёрный ферзь · e7 чёрная пешка · h7 чёрный конь · c6 чёрная пешка · h6 чёрный слон · a5 чёрная пешка · c5 белый конь · g5 чёрный конь · f4 белый конь · g4 белая пешка · f3 чёрная пешка · a2 чёрный слон · b2 чёрная ладья · h2 белая пешка · e1 белый король · h1 белая ладья | b8 чёрная ладья · c8 чёрный король · f8 чёрный ферзь · e7 чёрная пешка · h7 чёрный конь · c6 чёрная пешка · h6 чёрный слон · a5 чёрная пешка · c5 белый конь · g5 чёрный конь · f4 белый конь · g4 белая пешка · f3 чёрная пешка · a2 чёрный слон · b2 чёрная ладья · h2 белая пешка · e1 белый король · h1 белая ладья | b8 чёрная ладья · c8 чёрный король · f8 чёрный ферзь · e7 чёрная пешка · h7 чёрный конь · c6 чёрная пешка · h6 чёрный слон · a5 чёрная пешка · c5 белый конь · g5 чёрный конь · f4 белый конь · g4 белая пешка · f3 чёрная пешка · a2 чёрный слон · b2 чёрная ладья · h2 белая пешка · e1 белый король · h1 белая ладья | b8 чёрная ладья · c8 чёрный король · f8 чёрный ферзь · e7 чёрная пешка · h7 чёрный конь · c6 чёрная пешка · h6 чёрный слон · a5 чёрная пешка · c5 белый конь · g5 чёрный конь · f4 белый конь · g4 белая пешка · f3 чёрная пешка · a2 чёрный слон · b2 чёрная ладья · h2 белая пешка · e1 белый король · h1 белая ладья | b8 чёрная ладья · c8 чёрный король · f8 чёрный ферзь · e7 чёрная пешка · h7 чёрный конь · c6 чёрная пешка · h6 чёрный слон · a5 чёрная пешка · c5 белый конь · g5 чёрный конь · f4 белый конь · g4 белая пешка · f3 чёрная пешка · a2 чёрный слон · b2 чёрная ладья · h2 белая пешка · e1 белый король · h1 белая ладья | b8 чёрная ладья · c8 чёрный король · f8 чёрный ферзь · e7 чёрная пешка · h7 чёрный конь · c6 чёрная пешка · h6 чёрный слон · a5 чёрная пешка · c5 белый конь · g5 чёрный конь · f4 белый конь · g4 белая пешка · f3 чёрная пешка · a2 чёрный слон · b2 чёрная ладья · h2 белая пешка · e1 белый король · h1 белая ладья | b8 чёрная ладья · c8 чёрный король · f8 чёрный ферзь · e7 чёрная пешка · h7 чёрный конь · c6 чёрная пешка · h6 чёрный слон · a5 чёрная пешка · c5 белый конь · g5 чёрный конь · f4 белый конь · g4 белая пешка · f3 чёрная пешка · a2 чёрный слон · b2 чёрная ладья · h2 белая пешка · e1 белый король · h1 белая ладья | 4 |
| 3 | b8 чёрная ладья · c8 чёрный король · f8 чёрный ферзь · e7 чёрная пешка · h7 чёрный конь · c6 чёрная пешка · h6 чёрный слон · a5 чёрная пешка · c5 белый конь · g5 чёрный конь · f4 белый конь · g4 белая пешка · f3 чёрная пешка · a2 чёрный слон · b2 чёрная ладья · h2 белая пешка · e1 белый король · h1 белая ладья | b8 чёрная ладья · c8 чёрный король · f8 чёрный ферзь · e7 чёрная пешка · h7 чёрный конь · c6 чёрная пешка · h6 чёрный слон · a5 чёрная пешка · c5 белый конь · g5 чёрный конь · f4 белый конь · g4 белая пешка · f3 чёрная пешка · a2 чёрный слон · b2 чёрная ладья · h2 белая пешка · e1 белый король · h1 белая ладья | b8 чёрная ладья · c8 чёрный король · f8 чёрный ферзь · e7 чёрная пешка · h7 чёрный конь · c6 чёрная пешка · h6 чёрный слон · a5 чёрная пешка · c5 белый конь · g5 чёрный конь · f4 белый конь · g4 белая пешка · f3 чёрная пешка · a2 чёрный слон · b2 чёрная ладья · h2 белая пешка · e1 белый король · h1 белая ладья | b8 чёрная ладья · c8 чёрный король · f8 чёрный ферзь · e7 чёрная пешка · h7 чёрный конь · c6 чёрная пешка · h6 чёрный слон · a5 чёрная пешка · c5 белый конь · g5 чёрный конь · f4 белый конь · g4 белая пешка · f3 чёрная пешка · a2 чёрный слон · b2 чёрная ладья · h2 белая пешка · e1 белый король · h1 белая ладья | b8 чёрная ладья · c8 чёрный король · f8 чёрный ферзь · e7 чёрная пешка · h7 чёрный конь · c6 чёрная пешка · h6 чёрный слон · a5 чёрная пешка · c5 белый конь · g5 чёрный конь · f4 белый конь · g4 белая пешка · f3 чёрная пешка · a2 чёрный слон · b2 чёрная ладья · h2 белая пешка · e1 белый король · h1 белая ладья | b8 чёрная ладья · c8 чёрный король · f8 чёрный ферзь · e7 чёрная пешка · h7 чёрный конь · c6 чёрная пешка · h6 чёрный слон · a5 чёрная пешка · c5 белый конь · g5 чёрный конь · f4 белый конь · g4 белая пешка · f3 чёрная пешка · a2 чёрный слон · b2 чёрная ладья · h2 белая пешка · e1 белый король · h1 белая ладья | b8 чёрная ладья · c8 чёрный король · f8 чёрный ферзь · e7 чёрная пешка · h7 чёрный конь · c6 чёрная пешка · h6 чёрный слон · a5 чёрная пешка · c5 белый конь · g5 чёрный конь · f4 белый конь · g4 белая пешка · f3 чёрная пешка · a2 чёрный слон · b2 чёрная ладья · h2 белая пешка · e1 белый король · h1 белая ладья | b8 чёрная ладья · c8 чёрный король · f8 чёрный ферзь · e7 чёрная пешка · h7 чёрный конь · c6 чёрная пешка · h6 чёрный слон · a5 чёрная пешка · c5 белый конь · g5 чёрный конь · f4 белый конь · g4 белая пешка · f3 чёрная пешка · a2 чёрный слон · b2 чёрная ладья · h2 белая пешка · e1 белый король · h1 белая ладья | 3 |
| 2 | b8 чёрная ладья · c8 чёрный король · f8 чёрный ферзь · e7 чёрная пешка · h7 чёрный конь · c6 чёрная пешка · h6 чёрный слон · a5 чёрная пешка · c5 белый конь · g5 чёрный конь · f4 белый конь · g4 белая пешка · f3 чёрная пешка · a2 чёрный слон · b2 чёрная ладья · h2 белая пешка · e1 белый король · h1 белая ладья | b8 чёрная ладья · c8 чёрный король · f8 чёрный ферзь · e7 чёрная пешка · h7 чёрный конь · c6 чёрная пешка · h6 чёрный слон · a5 чёрная пешка · c5 белый конь · g5 чёрный конь · f4 белый конь · g4 белая пешка · f3 чёрная пешка · a2 чёрный слон · b2 чёрная ладья · h2 белая пешка · e1 белый король · h1 белая ладья | b8 чёрная ладья · c8 чёрный король · f8 чёрный ферзь · e7 чёрная пешка · h7 чёрный конь · c6 чёрная пешка · h6 чёрный слон · a5 чёрная пешка · c5 белый конь · g5 чёрный конь · f4 белый конь · g4 белая пешка · f3 чёрная пешка · a2 чёрный слон · b2 чёрная ладья · h2 белая пешка · e1 белый король · h1 белая ладья | b8 чёрная ладья · c8 чёрный король · f8 чёрный ферзь · e7 чёрная пешка · h7 чёрный конь · c6 чёрная пешка · h6 чёрный слон · a5 чёрная пешка · c5 белый конь · g5 чёрный конь · f4 белый конь · g4 белая пешка · f3 чёрная пешка · a2 чёрный слон · b2 чёрная ладья · h2 белая пешка · e1 белый король · h1 белая ладья | b8 чёрная ладья · c8 чёрный король · f8 чёрный ферзь · e7 чёрная пешка · h7 чёрный конь · c6 чёрная пешка · h6 чёрный слон · a5 чёрная пешка · c5 белый конь · g5 чёрный конь · f4 белый конь · g4 белая пешка · f3 чёрная пешка · a2 чёрный слон · b2 чёрная ладья · h2 белая пешка · e1 белый король · h1 белая ладья | b8 чёрная ладья · c8 чёрный король · f8 чёрный ферзь · e7 чёрная пешка · h7 чёрный конь · c6 чёрная пешка · h6 чёрный слон · a5 чёрная пешка · c5 белый конь · g5 чёрный конь · f4 белый конь · g4 белая пешка · f3 чёрная пешка · a2 чёрный слон · b2 чёрная ладья · h2 белая пешка · e1 белый король · h1 белая ладья | b8 чёрная ладья · c8 чёрный король · f8 чёрный ферзь · e7 чёрная пешка · h7 чёрный конь · c6 чёрная пешка · h6 чёрный слон · a5 чёрная пешка · c5 белый конь · g5 чёрный конь · f4 белый конь · g4 белая пешка · f3 чёрная пешка · a2 чёрный слон · b2 чёрная ладья · h2 белая пешка · e1 белый король · h1 белая ладья | b8 чёрная ладья · c8 чёрный король · f8 чёрный ферзь · e7 чёрная пешка · h7 чёрный конь · c6 чёрная пешка · h6 чёрный слон · a5 чёрная пешка · c5 белый конь · g5 чёрный конь · f4 белый конь · g4 белая пешка · f3 чёрная пешка · a2 чёрный слон · b2 чёрная ладья · h2 белая пешка · e1 белый король · h1 белая ладья | 2 |
| 1 | b8 чёрная ладья · c8 чёрный король · f8 чёрный ферзь · e7 чёрная пешка · h7 чёрный конь · c6 чёрная пешка · h6 чёрный слон · a5 чёрная пешка · c5 белый конь · g5 чёрный конь · f4 белый конь · g4 белая пешка · f3 чёрная пешка · a2 чёрный слон · b2 чёрная ладья · h2 белая пешка · e1 белый король · h1 белая ладья | b8 чёрная ладья · c8 чёрный король · f8 чёрный ферзь · e7 чёрная пешка · h7 чёрный конь · c6 чёрная пешка · h6 чёрный слон · a5 чёрная пешка · c5 белый конь · g5 чёрный конь · f4 белый конь · g4 белая пешка · f3 чёрная пешка · a2 чёрный слон · b2 чёрная ладья · h2 белая пешка · e1 белый король · h1 белая ладья | b8 чёрная ладья · c8 чёрный король · f8 чёрный ферзь · e7 чёрная пешка · h7 чёрный конь · c6 чёрная пешка · h6 чёрный слон · a5 чёрная пешка · c5 белый конь · g5 чёрный конь · f4 белый конь · g4 белая пешка · f3 чёрная пешка · a2 чёрный слон · b2 чёрная ладья · h2 белая пешка · e1 белый король · h1 белая ладья | b8 чёрная ладья · c8 чёрный король · f8 чёрный ферзь · e7 чёрная пешка · h7 чёрный конь · c6 чёрная пешка · h6 чёрный слон · a5 чёрная пешка · c5 белый конь · g5 чёрный конь · f4 белый конь · g4 белая пешка · f3 чёрная пешка · a2 чёрный слон · b2 чёрная ладья · h2 белая пешка · e1 белый король · h1 белая ладья | b8 чёрная ладья · c8 чёрный король · f8 чёрный ферзь · e7 чёрная пешка · h7 чёрный конь · c6 чёрная пешка · h6 чёрный слон · a5 чёрная пешка · c5 белый конь · g5 чёрный конь · f4 белый конь · g4 белая пешка · f3 чёрная пешка · a2 чёрный слон · b2 чёрная ладья · h2 белая пешка · e1 белый король · h1 белая ладья | b8 чёрная ладья · c8 чёрный король · f8 чёрный ферзь · e7 чёрная пешка · h7 чёрный конь · c6 чёрная пешка · h6 чёрный слон · a5 чёрная пешка · c5 белый конь · g5 чёрный конь · f4 белый конь · g4 белая пешка · f3 чёрная пешка · a2 чёрный слон · b2 чёрная ладья · h2 белая пешка · e1 белый король · h1 белая ладья | b8 чёрная ладья · c8 чёрный король · f8 чёрный ферзь · e7 чёрная пешка · h7 чёрный конь · c6 чёрная пешка · h6 чёрный слон · a5 чёрная пешка · c5 белый конь · g5 чёрный конь · f4 белый конь · g4 белая пешка · f3 чёрная пешка · a2 чёрный слон · b2 чёрная ладья · h2 белая пешка · e1 белый король · h1 белая ладья | b8 чёрная ладья · c8 чёрный король · f8 чёрный ферзь · e7 чёрная пешка · h7 чёрный конь · c6 чёрная пешка · h6 чёрный слон · a5 чёрная пешка · c5 белый конь · g5 чёрный конь · f4 белый конь · g4 белая пешка · f3 чёрная пешка · a2 чёрный слон · b2 чёрная ладья · h2 белая пешка · e1 белый король · h1 белая ладья | 1 |
|   | a | b | c | d | e | f | g | h |   |

1. ... Л:h2 2. Крf1! (tempo) Лd2 3. Л:h6 Лd8 4. Л:c6#
|   | a | b | c | d | e | f | g | h |   |
| - | --- | --- | --- | --- | --- | --- | --- | --- | - |
| 8 | h8 белый король · h7 белый ферзь · e5 чёрная пешка · c4 чёрный слон · f4 чёрный король · g4 чёрный конь · d3 белая пешка | h8 белый король · h7 белый ферзь · e5 чёрная пешка · c4 чёрный слон · f4 чёрный король · g4 чёрный конь · d3 белая пешка | h8 белый король · h7 белый ферзь · e5 чёрная пешка · c4 чёрный слон · f4 чёрный король · g4 чёрный конь · d3 белая пешка | h8 белый король · h7 белый ферзь · e5 чёрная пешка · c4 чёрный слон · f4 чёрный король · g4 чёрный конь · d3 белая пешка | h8 белый король · h7 белый ферзь · e5 чёрная пешка · c4 чёрный слон · f4 чёрный король · g4 чёрный конь · d3 белая пешка | h8 белый король · h7 белый ферзь · e5 чёрная пешка · c4 чёрный слон · f4 чёрный король · g4 чёрный конь · d3 белая пешка | h8 белый король · h7 белый ферзь · e5 чёрная пешка · c4 чёрный слон · f4 чёрный король · g4 чёрный конь · d3 белая пешка | h8 белый король · h7 белый ферзь · e5 чёрная пешка · c4 чёрный слон · f4 чёрный король · g4 чёрный конь · d3 белая пешка | 8 |
| 7 | h8 белый король · h7 белый ферзь · e5 чёрная пешка · c4 чёрный слон · f4 чёрный король · g4 чёрный конь · d3 белая пешка | h8 белый король · h7 белый ферзь · e5 чёрная пешка · c4 чёрный слон · f4 чёрный король · g4 чёрный конь · d3 белая пешка | h8 белый король · h7 белый ферзь · e5 чёрная пешка · c4 чёрный слон · f4 чёрный король · g4 чёрный конь · d3 белая пешка | h8 белый король · h7 белый ферзь · e5 чёрная пешка · c4 чёрный слон · f4 чёрный король · g4 чёрный конь · d3 белая пешка | h8 белый король · h7 белый ферзь · e5 чёрная пешка · c4 чёрный слон · f4 чёрный король · g4 чёрный конь · d3 белая пешка | h8 белый король · h7 белый ферзь · e5 чёрная пешка · c4 чёрный слон · f4 чёрный король · g4 чёрный конь · d3 белая пешка | h8 белый король · h7 белый ферзь · e5 чёрная пешка · c4 чёрный слон · f4 чёрный король · g4 чёрный конь · d3 белая пешка | h8 белый король · h7 белый ферзь · e5 чёрная пешка · c4 чёрный слон · f4 чёрный король · g4 чёрный конь · d3 белая пешка | 7 |
| 6 | h8 белый король · h7 белый ферзь · e5 чёрная пешка · c4 чёрный слон · f4 чёрный король · g4 чёрный конь · d3 белая пешка | h8 белый король · h7 белый ферзь · e5 чёрная пешка · c4 чёрный слон · f4 чёрный король · g4 чёрный конь · d3 белая пешка | h8 белый король · h7 белый ферзь · e5 чёрная пешка · c4 чёрный слон · f4 чёрный король · g4 чёрный конь · d3 белая пешка | h8 белый король · h7 белый ферзь · e5 чёрная пешка · c4 чёрный слон · f4 чёрный король · g4 чёрный конь · d3 белая пешка | h8 белый король · h7 белый ферзь · e5 чёрная пешка · c4 чёрный слон · f4 чёрный король · g4 чёрный конь · d3 белая пешка | h8 белый король · h7 белый ферзь · e5 чёрная пешка · c4 чёрный слон · f4 чёрный король · g4 чёрный конь · d3 белая пешка | h8 белый король · h7 белый ферзь · e5 чёрная пешка · c4 чёрный слон · f4 чёрный король · g4 чёрный конь · d3 белая пешка | h8 белый король · h7 белый ферзь · e5 чёрная пешка · c4 чёрный слон · f4 чёрный король · g4 чёрный конь · d3 белая пешка | 6 |
| 5 | h8 белый король · h7 белый ферзь · e5 чёрная пешка · c4 чёрный слон · f4 чёрный король · g4 чёрный конь · d3 белая пешка | h8 белый король · h7 белый ферзь · e5 чёрная пешка · c4 чёрный слон · f4 чёрный король · g4 чёрный конь · d3 белая пешка | h8 белый король · h7 белый ферзь · e5 чёрная пешка · c4 чёрный слон · f4 чёрный король · g4 чёрный конь · d3 белая пешка | h8 белый король · h7 белый ферзь · e5 чёрная пешка · c4 чёрный слон · f4 чёрный король · g4 чёрный конь · d3 белая пешка | h8 белый король · h7 белый ферзь · e5 чёрная пешка · c4 чёрный слон · f4 чёрный король · g4 чёрный конь · d3 белая пешка | h8 белый король · h7 белый ферзь · e5 чёрная пешка · c4 чёрный слон · f4 чёрный король · g4 чёрный конь · d3 белая пешка | h8 белый король · h7 белый ферзь · e5 чёрная пешка · c4 чёрный слон · f4 чёрный король · g4 чёрный конь · d3 белая пешка | h8 белый король · h7 белый ферзь · e5 чёрная пешка · c4 чёрный слон · f4 чёрный король · g4 чёрный конь · d3 белая пешка | 5 |
| 4 | h8 белый король · h7 белый ферзь · e5 чёрная пешка · c4 чёрный слон · f4 чёрный король · g4 чёрный конь · d3 белая пешка | h8 белый король · h7 белый ферзь · e5 чёрная пешка · c4 чёрный слон · f4 чёрный король · g4 чёрный конь · d3 белая пешка | h8 белый король · h7 белый ферзь · e5 чёрная пешка · c4 чёрный слон · f4 чёрный король · g4 чёрный конь · d3 белая пешка | h8 белый король · h7 белый ферзь · e5 чёрная пешка · c4 чёрный слон · f4 чёрный король · g4 чёрный конь · d3 белая пешка | h8 белый король · h7 белый ферзь · e5 чёрная пешка · c4 чёрный слон · f4 чёрный король · g4 чёрный конь · d3 белая пешка | h8 белый король · h7 белый ферзь · e5 чёрная пешка · c4 чёрный слон · f4 чёрный король · g4 чёрный конь · d3 белая пешка | h8 белый король · h7 белый ферзь · e5 чёрная пешка · c4 чёрный слон · f4 чёрный король · g4 чёрный конь · d3 белая пешка | h8 белый король · h7 белый ферзь · e5 чёрная пешка · c4 чёрный слон · f4 чёрный король · g4 чёрный конь · d3 белая пешка | 4 |
| 3 | h8 белый король · h7 белый ферзь · e5 чёрная пешка · c4 чёрный слон · f4 чёрный король · g4 чёрный конь · d3 белая пешка | h8 белый король · h7 белый ферзь · e5 чёрная пешка · c4 чёрный слон · f4 чёрный король · g4 чёрный конь · d3 белая пешка | h8 белый король · h7 белый ферзь · e5 чёрная пешка · c4 чёрный слон · f4 чёрный король · g4 чёрный конь · d3 белая пешка | h8 белый король · h7 белый ферзь · e5 чёрная пешка · c4 чёрный слон · f4 чёрный король · g4 чёрный конь · d3 белая пешка | h8 белый король · h7 белый ферзь · e5 чёрная пешка · c4 чёрный слон · f4 чёрный король · g4 чёрный конь · d3 белая пешка | h8 белый король · h7 белый ферзь · e5 чёрная пешка · c4 чёрный слон · f4 чёрный король · g4 чёрный конь · d3 белая пешка | h8 белый король · h7 белый ферзь · e5 чёрная пешка · c4 чёрный слон · f4 чёрный король · g4 чёрный конь · d3 белая пешка | h8 белый король · h7 белый ферзь · e5 чёрная пешка · c4 чёрный слон · f4 чёрный король · g4 чёрный конь · d3 белая пешка | 3 |
| 2 | h8 белый король · h7 белый ферзь · e5 чёрная пешка · c4 чёрный слон · f4 чёрный король · g4 чёрный конь · d3 белая пешка | h8 белый король · h7 белый ферзь · e5 чёрная пешка · c4 чёрный слон · f4 чёрный король · g4 чёрный конь · d3 белая пешка | h8 белый король · h7 белый ферзь · e5 чёрная пешка · c4 чёрный слон · f4 чёрный король · g4 чёрный конь · d3 белая пешка | h8 белый король · h7 белый ферзь · e5 чёрная пешка · c4 чёрный слон · f4 чёрный король · g4 чёрный конь · d3 белая пешка | h8 белый король · h7 белый ферзь · e5 чёрная пешка · c4 чёрный слон · f4 чёрный король · g4 чёрный конь · d3 белая пешка | h8 белый король · h7 белый ферзь · e5 чёрная пешка · c4 чёрный слон · f4 чёрный король · g4 чёрный конь · d3 белая пешка | h8 белый король · h7 белый ферзь · e5 чёрная пешка · c4 чёрный слон · f4 чёрный король · g4 чёрный конь · d3 белая пешка | h8 белый король · h7 белый ферзь · e5 чёрная пешка · c4 чёрный слон · f4 чёрный король · g4 чёрный конь · d3 белая пешка | 2 |
| 1 | h8 белый король · h7 белый ферзь · e5 чёрная пешка · c4 чёрный слон · f4 чёрный король · g4 чёрный конь · d3 белая пешка | h8 белый король · h7 белый ферзь · e5 чёрная пешка · c4 чёрный слон · f4 чёрный король · g4 чёрный конь · d3 белая пешка | h8 белый король · h7 белый ферзь · e5 чёрная пешка · c4 чёрный слон · f4 чёрный король · g4 чёрный конь · d3 белая пешка | h8 белый король · h7 белый ферзь · e5 чёрная пешка · c4 чёрный слон · f4 чёрный король · g4 чёрный конь · d3 белая пешка | h8 белый король · h7 белый ферзь · e5 чёрная пешка · c4 чёрный слон · f4 чёрный король · g4 чёрный конь · d3 белая пешка | h8 белый король · h7 белый ферзь · e5 чёрная пешка · c4 чёрный слон · f4 чёрный король · g4 чёрный конь · d3 белая пешка | h8 белый король · h7 белый ферзь · e5 чёрная пешка · c4 чёрный слон · f4 чёрный король · g4 чёрный конь · d3 белая пешка | h8 белый король · h7 белый ферзь · e5 чёрная пешка · c4 чёрный слон · f4 чёрный король · g4 чёрный конь · d3 белая пешка | 1 |
|   | a | b | c | d | e | f | g | h |   |

1. ... e4 2. Фa7! (tempo) Крe5 3. d4+ Крd5 4. Фd7#